# 김학수 (1919년)
김학수(金學洙, 1919년 3월 14일 (음력 2월 13일) ~ 2009년 5월 6일)는 400m 길이의 '漢江全圖'를 그린 평양 출생의 한국 역사풍속화가이다.
수암 김유탁, 이당 김은호, 소정 변관식에게 사사했으며 6.25 때 단신 월남하여 평생을 재혼하지 않고 독신으로 살았다. 북에서는 성화신학교, 평화 중학교 교사로, 남한에서는 경민대학 명예교수로 재직하는 등, 교육계에도 종사하였다. 피난민 고아와 젊은이를 주로 교육하여, 박대선(朴大善)목사를 회장으로 한 혜촌회 출신으로 미국에서 활동중인 이승만 목사(전 미국 NCC회장) 이승규 장로(전 롯데백화점 대표이사)형제를 비롯해 목사와 제자를 많이 양성했다.
일제시대에는 선전과 일본의 전시회에 서예와 동양화 부문에서 수차례 당선되었고 평생을 역사 풍속화와 기독교 미술을 그리며 이당 김은호의 제자들 모임인 후소회 부회장과 고문을 맡아 활동하였다. 한국기독교미술인협회를 창설하고 회장과 고문을 역임, 이후 사비를 내어 혜촌 미술상(후에 한국 기독교미술상으로 개명)을 제정하였다. 1984년 한국 기독교전래 백주년 기념 기독교역사화 전시회를 개최하고 99점의 전 작품을 연세대학교와 용인 순교자 기념관에 기증하였다.
그의 작품으로 50년에 걸쳐 완성한 漢江全圖를 비롯해 세종대왕기념사업회의 세종대왕 일대기, 연세대학의 예수님 일대기 성화, 성균관대학의 공자님 일대기, 숭실대학의 한국기독교 역사화, 경민대학의 한국 충효위인도, 인제대학의 한강도 성화 풍속화, 용인 순교자기념관의 기독교전래 100주년역사화 등이 있으며, 역사풍속화가로서 평생을 바쳐온 역작으로 모두 기증된 작품들로도 유명하다.
옥관문화훈장을 수상하는 등, 수많은 수상기록과 작품 기증 기록을 남겼으며, 김해 인제대학교에 작품 및 평생을 모은 소장품 800여 점을 기증하여 '혜촌김학수 기념박물관'이 설립되었고 의정부 경민대학의 '혜촌선생기념관'에는 충효위인도 150점이 기증 전시되어있다.

## 수상
1992년 제6회 기독교미술상
1992년 옥관문화훈장 
인제대상
경민인성대상
2007년 한기총 문화예술선교대상 

## 경력
- 기독교미술인협회 회원
- 후소회 회원
- 1983 대한민국미술대전 심사위원